# Liste der Kulturdenkmäler in Trassem
In der Liste der Kulturdenkmäler in Trassem sind alle Kulturdenkmäler der rheinland-pfälzischen Ortsgemeinde Trassem aufgeführt. Grundlage ist die Denkmalliste des Landes Rheinland-Pfalz (Stand: 8. Februar 2023).

## Einzeldenkmäler
| Bezeichnung                                 | Lage                                                   | Baujahr                           | Beschreibung | Bild                           |
| ------------------------------------------- | ------------------------------------------------------ | --------------------------------- | --- | ------------------------------ |
| Wegekreuz                                   | Brückenstraße, an der Leukbrücke Lage                  | um 1600                           | Nischenkreuz, um 1600 | Fotos hochladen                |
| Quereinhaus                                 | Kehrbachstraße 2 Lage                                  | Ende des 19. Jahrhunderts         | Quereinhaus, Ende des 19. Jahrhunderts | Fotos hochladen                |
| Wegekreuz                                   | Kehrbachstraße, zwischen Nr. 16 und 18 Lage            | erste Hälfte des 18. Jahrhunderts | Altarkreuz, erste Hälfte des 18. Jahrhunderts | Fotos hochladen                |
| Oberhauser Mühle                            | Kehrbachstraße 17 Lage                                 | 1839                              | stattlicher klassizistischer Krüppelwalmdachbau, 1839, Mühlenteil-Aufstockung um 1910                                                                  | BW                             |
| Wegekreuz                                   | Kehrbachstraße, Ecke Saarburger Straße Lage            | 1710                              | Altarkreuz, bezeichnet 1710 | Fotos hochladen                |
| Katholische Pfarrkirche St. Erasmus         | Kirchstraße 5a Lage                                    | 1893                              | neugotischer Saalbau, 1893, Turm vom Ende des 17. Jahrhunderts; im Kirchhof gusseisernes Kreuz, bezeichnet 1890; Schaftkreuz, bezeichnet 1735 und 1739 | weitere Bilder Fotos hochladen |
| Wegekreuz                                   | Kirchstraße, an Nr. 9 Lage                             | Ende des 18. Jahrhunderts         | Schaftkreuz, Ende des 18. Jahrhunderts | Fotos hochladen                |
| Haus des Kurtrierischen Grundgerichtsmeiers | Kirchstraße 25a/26/26a Lage                            | um 1700                           | Quereinhaus, um 1700, Erweiterung 1769 | BW                             |
| Wegekreuz                                   | Saarburger Straße, bei Nr. 1 Lage                      | 1724                              | Altarkreuz, bezeichnet 1724 | Fotos hochladen                |
| Mädchenschule                               | Saarburger Straße 33 Lage                              | 1908/09                           | ehemalige Mädchenschule; sandsteingegliederter Walmdachbau, 1908/09                                                                                    | BW                             |
| Quereinhaus                                 | Saarburger Straße 64 Lage                              | um 1800                           | Quereinhaus, um 1800 | BW                             |
| Wegekreuz                                   | nördlich des Ortes Lage                                | 1735                              | Rotsandsteinschaftkreuz, bezeichnet 1735 (Aufsatz neu)                                                                                                 | BW                             |
| Kreuzkapelle                                | nordöstlich des Ortes am Osthang des Leuchachtals Lage | 1704                              | Zentralbau bezeichnet 1704, Erneuerung bezeichnet 1815; Renaissance-Schaftkreuz bezeichnet 1577                                                        | BW                             |